# Erhard Geyer
Erhard Geyer (* 1. Januar 1939 in Helmenzen) ist ein deutscher Gewerkschafter. Er war von 1995 bis 2003 Bundesvorsitzender des Deutschen Beamtenbundes (dbb). Geyer ist Mitglied der CDU.

## Leben
Geyer, geboren im Westerwalddorf Helmenzen, trat nach der Realschule 1956 in den Dienst der rheinland-pfälzischen Steuerverwaltung, zunächst beim Finanzamt Altenkirchen (Westerwald), wo er ab 1974 als Betriebsprüfer arbeitete und von 1971 bis 1977 Personalratsvorsitzender war. An der Landesfinanzschule des Landes Rheinland-Pfalz in Edenkoben qualifizierte er sich als Diplom-Finanzwirt für den gehobenen Dienst.
1977 kam Geyer als Vorsitzender des Bezirkspersonalrats-Land bei der Oberfinanzdirektion Koblenz in die rheinland-pfälzische Landeshauptstadt Mainz. Zugleich wurde er zum Vorsitzenden des Hauptpersonalrats beim Finanzministerium Rheinland-Pfalz gewählt.
1988 wurde Erhard Geyer zum Vorsitzenden der Deutschen Steuer-Gewerkschaft (DSTG) gewählt. Von dieser Zeit an war er bis zu seiner Pensionierung ohne Dienstbezüge beurlaubt. Im November 1995 übernahm er den Bundesvorsitz des Deutschen Beamtenbundes, in diesem Amt wurde er im November 1999 vom Gewerkschaftstag mit überwältigender Mehrheit bestätigt.
Beim Gewerkschaftstag 2003 in Leipzig kandidierte Geyer nach achtjähriger Amtszeit nicht mehr für das Amt des Vorsitzenden. Sein Nachfolger wurde Peter Heesen.
Im Dezember 2001 trat Geyer als Finanzbeamter in den Ruhestand.
Als Vertreter des Deutschen Beamtenbundes war Geyer Mitglied im ZDF-Fernsehrat. Ferner wirkte er in der vom damaligen Bundesfinanzminister Theo Waigel geleiteten Regierungskommission für eine große Einkommensteuerreform an den sogenannten Petersberger Beschlüssen vom 22. Januar 1997 mit.
Erhard Geyer, der in seiner Heimatgemeinde Helmenzen auch jahrelang Ortsbürgermeister war, ist seit 1960 mit Helga Herchert verheiratet, aus der Ehe gingen zwei Söhne hervor.